# Погорілий Семен Олексійович
Семе́н Олексі́йович Погорі́лий, в російськомовних джерелах Погорє́лов (нар. 15 лютого 1915 — пом. 21 лютого 1945) — радянський військовик часів Другої світової війни, командир танкового взводу 49-ї гвардійської танкової бригади 12-го гвардійського танкового корпусу (2-а гвардійська танкова армія, 1-й Білоруський фронт), гвардії лейтенант. Герой Радянського Союзу (1945).

## Життєпис
Народився 15 лютого 1915 року в селі Новий Стародуб, волосному центрі Олександрійського повіту Херсонської губернії (нині — Петрівський район Кіровоградської області) в селянській родині. Українець. Здобув середню освіту в рідному селі, працював шкільним учителем.
До лав РСЧА призваний П'ятихатським РВК Дніпропетровської області в листопаді 1937 року. Закінчив полкову школу.
Учасник німецько-радянської війни з червня 1941 року. У 1943 році закінчив Саратовське танкове училище. Кандидат у члени ВКП(б) з 1944 року.
Особливо командир танкового взводу 2-ї танкової роти 3-го танкового батальйону гвардії лейтенант С. О. Погорілий відзначився під час боїв у Польщі. З 16 січня 1945 року взвод під його командуванням безперервно діяв у розвідці. 16 січня при підході до міста Сохачев знищив 2 паровози і 2 ешелони. Взвод блискавично увірвався в Сохачев і вів там бій до підходу основних сил батальйону, знищивши при цьому 2 гармати, 12 автомашин, 25 солдатів і офіцерів супротивника. 19 січня при захопленні міста Любень на аеродромі супротивника знищив 4 літаки, що намагалися піднятись у повітря. 21 січня виконував завдання у складі штурмової групи в місті Іновроцлав, одним з перших увірвався на вулиці міста, біля залізничного вокзалу знищив ешелон зі зброєю і боєприпасами. Коли під час бою був пошкоджений танк командира роти гвардії старшого лейтенанта Ашота Аматуні, екіпаж лейтенанта Погорілого прийняв на борт командира роти й прикривав пошкоджений танк від ворожого вогню. Увечері того ж дня 2-а танкова рота вирвалась на шосе на околиці міста й перерізала шляхи відступу ворогові. 23 січня брав участь у захопленні міста Бидгощ.
21 лютого 1945 року загинув у бою.

## Нагороди
Указом Президії Верховної Ради СРСР від 27 лютого 1945 року за зразкове виконання бойових завдань командування на фронті боротьби з німецькими загарбниками та виявлені при цьому відвагу і героїзм, гвардії лейтенантові Погорілому Семену Олексійовичу присвоєне звання Героя Радянського Союзу з врученням ордена Леніна і медалі «Золота Зірка».
Також бів нагороджений орденом Червоної Зірки.

## Пам'ять
Ім'ям Семена Погорілого названо одну з вулиць Нового Стародуба.